# Otto Milfait

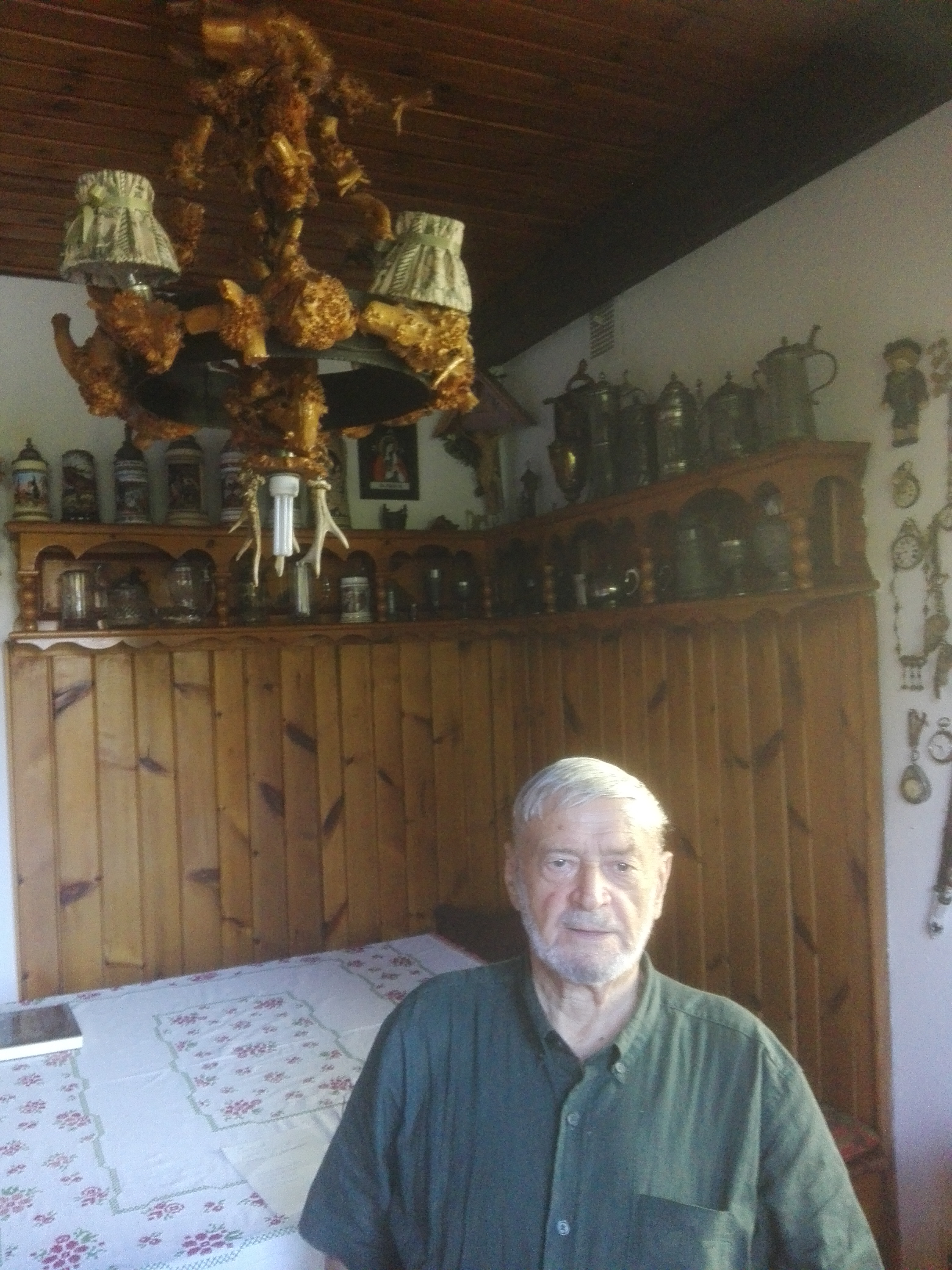

Otto Milfait (* 28. Jänner 1926 in Gallneukirchen; † 29. März 2022) war ein österreichischer Heimatforscher.

## Leben
Otto Milfait besuchte in Gallneukirchen die Schule. In den Kriegsjahren von 1943 bis 1945 wurde er als Soldat an der Westfront eingesetzt und wurde nach Beendigung der Kampfhandlungen Kriegsgefangener. Zu Beginn seiner beruflichen Tätigkeit war er im Forst- und Jagdberuf in St. Oswald bei Freistadt aktiv. Durch seine spätere Tätigkeit als Zollwachebeamter hatte er viele Möglichkeiten, mit der ländlichen Bevölkerung in Kontakt zu treten und den spezifischen Dialekt und die bodenständigen Bräuche kennenzulernen. Nach Beendigung seiner beruflichen Laufbahn verfasste er ein Buch mit seinen gesammelten Mundartausdrücken. Otto Milfait beschäftigte sich außerdem intensiv mit Kultstätten aus vergangenen Zeiten. Diese Erkenntnisse beleuchtete er in mehreren Büchern und diversen Broschüren.

## Werke

### Als Herausgeber (Eigenverlag)
- Das Mühlviertel vor hundert Jahren. 3. Auflage. Gallneukirchen 2002.

### Bibliothek der Provinz
- Heilige Steine im Böhmerwald. 2009, ISBN 978-3-85252-767-3.

### Bayer Verlag
- Das Mühlviertel um 1900. Reproduktionen von handkolorierten Glasdias im Format 10 x 8,5 cm aus dem Nachlass von Landeshauptmann-Stellvertreter Ludwig Bernaschek. 2014, ISBN 978-3-902952-13-4 (Bildband).
- Das Mühlviertel. Sprache Brauch und Spruch. Band 1. Bodenständiges Brauchtum, mundartliche Umgangssprache mit Humor und Erlebnisgeschichte. 1994, ISBN 978-3-902814-35-7.
- Das Mühlviertel. Sprache Brauch und Spruch. Band 2. Bodenständiges Brauchtum, mundartliche Umgangssprache mit Humor und Erlebnisgeschichte. 1997, ISBN 978-3-902814-36-4.
- Das Mühlviertel. Sprache Brauch und Spruch. Band 5. Mit zahlreichen Bilddokumentationen. 18 Jahre nach Band 1. Mundartwörterbuch, Lebensweisheiten und Geschichten einst und jetzt. 2013, ISBN 978-3-902814-95-1.
- Das Mühlviertel. Sprache Brauch und Spruch. Band 6. Mundartwörterbuch, Lebensweisheiten und Mundartgedichte, Recht und Ordnung in alter Zeit, Originalseiten aus Mühlviertler Heimatblättern. 2016, ISBN 978-3-902952-25-7.

### Denkmayr (Katsdorf - Denkmayr Druck & Verlag GmbH)
- Vergessene Zeugen der Vorzeit. Seltsame Steine aus dem Unteren Mühlviertel. 1994, ISBN 978-3-902952-14-1.
- Verehrung von Quelle und Baum im Mühlviertel. 1990, ISBN 3-901123-03-2.
- Das Mühlviertel. Sprache Brauch und Spruch. Band 3. Witziges und Spritziges, Sinniges und Inniges in Sprüchen und Redensarten. 2007, ISBN 978-3-902814-37-1.
- Das Mühlviertel. Sprache Brauch und Spruch. Band 4. Mit sämtlichen Burgen, zahlreichen Geschichten und Liedern. Mühlviertler Hoamat so wies amal war in da Sprach, im Gesang und Humor. 2010, ISBN 978-3-902814-38-8.

## Kritik
Otto Milfaits beschrieb zahlreiche Brauchtümer, Sprüche und Naturobjekte im Mühlviertel und in Südböhmen. Zur Interpretation der beschriebenen Steine schrieb er selber:

„Wiedergegeben wird die ureigenste Meinung des Verfassers und anderer Experten, welche die kultische Verwendung von Schalensteinen zu begründen versuchen“

 Dabei berief er sich auch auf Erich von Däniken und die Radiästhesie.